# Харченко Володимир Петрович (інженер)
Харченко Володимир Петрович — доктор технічних наук, професор, заслужений діяч науки і техніки України, лауреат Державної премії України в галузі науки і техніки. Виконувач обов'язків ректора Національного авіаційного університету.

## Життєпис
Народився 15 квітня 1943 року у місті Оратів, Вінницької області. У 1967 р. закінчив Київський інститут інженерів цивільної авіації, за фахом — радіоінженер. Працював інженером в Об'єднаних авіаційних загонах. З 1970 року співробітник Київського інституту інженерів цивільної авіації, який у 1997 році перейменовано в Київський міжнародний університет цивільної авіації (КМУЦА) . Пройшов шлях аспіранта, молодшого та старшого наукового співробітника науково-дослідної лабораторії, а потім доцента та професора кафедри.

## Посади
1981 — отримав ступінь кандидата технічних наук.
1983 — присвоєно вчене звання старшого наукового співробітника,
1987 — доцент.
З 1994 — доктор технічних наук, професор.
З листопада 2000 — завідувач кафедри аеронавігаційних систем Національного авіаційного університету.
З грудня 2001 року — проректор з наукової роботи.
15 червня 2015 року призначений в.о ректора НАУ, змінивши на посаді Миколу Кулика, в якого завершився термін контракту. 20 серпня повернувся на колишню посаду.
6 листопада 2015 року Харченко знову приступив до виконання обов'язків ректора НАУ, так як попереднього в.о. ректора Рімвідаса Хращевського було звільнено міністром освіти «через продовження ним фінансових схем по вимиванню коштів».

## Наукова діяльність
На основі власних досліджень, пов'язаних з розв'язанням проблем оцінки і управління ефективністю соціотехнічних систем, міжнародних стандартів і рекомендованої практики ІСАО та матеріалів EUROCONTROL, EASA розробив нові навчальні програми за напрямом «Аеронавігація». Впровадив методологію TRAINAIR в навчальний процес кафедри аеронавігаційних систем.
Займається проблемами оцінки і управління ефективністю соціотехнічних систем, розвитком інтелектуальних засобів для систем керування транспортом та автоматичним прийняттям рішень у конфліктних ситуаціях, створенням інформаційних технологій аерокосмічних систем, розвитком та удосконаленням системи аеронавігаційного обслуговування польотів в Україні на основі супутникових систем CNS/ATM.
Дійсний член Транспортної Академії України та Академії навігації і управління рухом Санкт-Петербург, Росія). Голова спеціалізованої вченої ради Д 26.062.03, голова підкомісії з «Аеронавігації» навчально-методичної комісії «Транспорт і транспортна інфраструктура» Міністерства освіти і науки України, заступник головного редактора наукового журналу «Вісник НАУ», головний редактор журналу «Інформаційний бюлетень Міністерства промислової політики України зі стандартизації, метрології та управління якістю», шеф-редактор журналу «Наукова планета».

## Наукові праці
Автор понад 300 наукових робіт, включаючи монографії, підручники, навчальні посібники, статті, патенти, які опубліковано як в Україні, так і за кордоном.